# Shadow the Hedgehog
Shadow the Hedgehog est un jeu vidéo sorti en novembre 2005 sur GameCube, PlayStation 2 et Xbox, développé par Sega Studio USA, l’ancienne division de la Sonic Team, appartenant à Sega. Le joueur y incarne Shadow, issu de la série Sonic The Hedgehog, apparu pour la première fois dans le jeu Sonic Adventure 2 en 2001. 
Il fait office de suite de Sonic Heroes qui était la suite de Sonic Adventure 2 et de Sonic Adventure.
Le jeu a connu un succès commercial, se vendant à 2,07 millions d'exemplaires en mars 2007. 

## Histoire
Il y a plus de 50 ans, le professeur Gerald Robotnik (mieux connu comme étant le grand-père d'Eggman) a conclu une entente avec les Black Arms, une race d'extraterrestres. En échange de l'utilisation du sang de leur leader Black Doom dans la création de Shadow, son plus récent projet, les sept émeraudes du Chaos seront les leurs.
Cinquante années plus tard, n'ayant toujours rien reçu, les Black Arms attaquent la Terre. Le leader de la race d'extraterrestres maléfique rencontre le hérisson noir et lui demande de quérir les 7 pierres précieuses en échange de sa mémoire. N'ayant aucune idée du pacte conclu lors de sa création, Shadow décide de partir à l'aventure afin d'obtenir des réponses à ses questions sur son passé.
À partir de ce moment, le joueur peut choisir, lorsqu'il parcourt les différents niveaux du jeu, trois voies à suivre : celle du mal (Dark), de la neutralité ou du bien (Hero), selon les intérêts du personnage principal.
Au cours des différentes histoires, Shadow fait la rencontre de Sonic, Tails, Knuckles, Rouge the Bat, Eggman, Amy Rose, Cream et Cheese, Vector, Espio, Charmy, Omega, Doom's Eye et Maria Robotnik.
Sonic cherche bien évidemment à anéantir Black Doom et à sauver la Terre, tout comme Eggman qui ne peut supporter qu'on lui usurpe son titre de conquérant du monde, tandis que l'armée du Commandant cherche à éradiquer à la fois Shadow et les Black Arms.
Tout au long des différentes histoires possibles, on apprend notamment que le personnage du Commandant en veut à Shadow, car il le croit responsable de la mort de Maria Robotnik, qui était une grande amie à lui.
Malheureusement, on n'en sait pas plus au sujet de la relation que Maria entretenait avec Shadow, à part qu'ils étaient très proches. Elle a probablement été la seule personne à véritablement percer le mystère en Shadow et c'est la raison pour laquelle elle hante les pensées du hérisson, en plus du fait que ce dernier l'a vue mourir.
Après avoir réuni les 7 émeraudes du Chaos, Shadow va décider de ce qu'il va en faire selon sa jauge Hero et Dark.
Dix fins sont possibles :
- 1 : Shadow utilise les émeraudes pour détruire la Terre, après avoir tué Sonic et Diablon.
- 2 : Shadow utilise les émeraudes pour conquérir l'univers, après avoir tué Black Doom.
- 3 : Shadow utilise les émeraudes pour servir Black Doom, après avoir tué Sonic et Diablon.
- 4 : Shadow utilise les émeraudes pour être maître de sa vie et éliminer quiconque cherche à le commander, puis tue Eggman.
- 5 : Shadow découvre qu'il est un androïde et utilise les émeraudes pour être plus puissant que le Shadow original, puis tue Eggman.
- 6 : Shadow découvre qu'il est un androïde et utilise les émeraudes pour tuer Eggman et prendre sa place, prenant Omega comme second.
- 7 : Shadow utilise les émeraudes pour protéger l'ARK, l'endroit où il est né, et épargne Eggman.
- 8 : Shadow utilise les émeraudes pour tuer Black Doom, mais il regrette d'avoir été créé.
- 9 : Shadow utilise les émeraudes pour devenir l'être le plus puissant du monde, après avoir tué Sonic et Diablon.
- 10 : Shadow utilise les émeraudes pour tuer Black Doom et sauver le monde.

Après avoir effectué les dix fins possibles, le joueur débloque la dernière histoire (Last Story) qui dévoile la vraie fin de l'histoire.
Black Doom a réussi à piéger tout le monde et Shadow est le seul à pouvoir l'arrêter dans son désir de détruire la Terre. Le hérisson noir utilise les sept émeraudes du Chaos, se transforme en Super Shadow et réussit à vaincre Black Doom. Il envoie ensuite La Comète Noire (The Black Comet en VO), le Vaisseau des Black Arms, dans l'espace où il est détruit par l'ARK (l'Arche en VF), tuant les Black Arms restants. À son retour sur Terre, il réalise qu'il doit désormais regarder droit devant et oublier son passé tumultueux.

## Système de jeu
Toutes les grandes lignes habituelles de la mécanique principale des jeux Sonic y sont repris.
La particularité de ce titre est que le joueur peut contrôler des armes à feu. Des pistolets aux lance-roquettes, le joueur peut en effet subtiliser les armes de ses adversaires pour leur faire mordre la poussière.
Une autre particularité du gameplay de ce jeu est que les actions du joueur (Dark ou Hero) permettent de remplir une jauge.
Lorsque la jauge Hero (de couleur bleue) est remplie, Shadow peut exécuter un Chaos Control, ce qui lui permet de progresser à une très grande vitesse dans le niveau pendant un certain moment. Quand Shadow affronte des Boss, le Chaos Control ralentit le temps pour l'adversaire, mais pas pour Shadow. À noter que ce pouvoir rend illimitées les munitions d'armes.
Lorsque c'est la jauge Dark (de couleur rouge) qui est remplie, Shadow effectue un Chaos Blast, qui est une sorte d'explosion qui détruit tous les ennemis environnants et qui endommage grandement les Boss.
Ainsi, à travers ses actions, le joueur décide de sa destinée et peut suivre une histoire plus centrée sur les héros, sur les méchants ou pour ses propres intentions.

## Doublage
Le doublage des personnages a été fait selon ce qui suit.
| Personnage     | Doublage          | Doublage               |
| Personnage     | Japonais          | Américain              |
| -------------- | ----------------- | ---------------------- |
| Shadow         | Kōji Yusa         | Jason Anthony Griffith |
| Sonic          | Jun'ichi Kanemaru | Jason Anthony Griffith |
| Knuckles       | Nobutoshi Kanna   | Dan Green              |
| Tails          | Ryō Hirohashi     | Amy Palant             |
| Rouge          | Rumi Ochiai       | Caren Manue            |
| Amy Rose       | Taeko Kawata      | Lisa Ortiz             |
| Omega          | Taiten Kusunoki   | Andrew Rannells        |
| Cream          | Sayaka Aoki       | Rebecca Hoenig         |
| Eggman         | Chikao Otsuka     | Mike Pollock           |
| Espio          | Yuuki Masuda      | David Wills            |
| Charmy Bee     | Youko Teppozuka   | Amy Birnbaum           |
| Vector         | Kenta Miyake      | Jimmy Zoppi            |
| Maria          | Yuri Shiratori    | Erica Schroeder        |
| Secrétaire     | Junko Kitanishi   | Erica Schroeder        |
| Black Doom     | Ryūzaburō Ōtomo   | Sean Schemmel          |
| Président      | Yutaka Nakano     | Madeleine Blaustein    |
| Commandant GUN | Banjō Ginga       | Marc Thompson          |

## Accueil
Shadow the Hedgehog a reçu des critiques globalement défavorables, où les points négatifs qui revenaient le plus souvent, étaient les mécanismes de jeu et ses différences par rapport aux autres jeux Sonic.
Le mensuel Nintendo, le magazine officiel attribue une note de 5,5 sur 10 au jeu, pointant une « jouabilité bancale combinée aux problèmes de caméra ». NGC Magazine note le jeu 51/100, le magazine constate quelques jolis décors mais plutôt ternes dans l'ensemble et conclut sur les armes à feu qui sont une mauvaise idée. Même constat pour PlayStation 2 Official Magazine-UK qui note le jeu 4/10, ajoutant un rythme de jeu « horrible et des boss ennuyeux ».
Shadow the Hedgehog dépasse la moyenne chez Official Xbox Magazine avec une note de 7/10, qui relève un jeu « pas génial » mais les niveaux de Shadow, sa vitesse et ses nombreux défis peuvent susciter de l'intérêt. Consoles + met une note de 7/20, concluant le test sur un « jeu répétitif » et une « jouabilité désastreuse ».

## Musique
La composition des musiques a été réalisée par Jun Senoue, Yutaka Minobe, Tomoya Ohtani et Mariko Namba.
Les groupes suivants font partie de ceux qui ont interprété les chansons du jeu :
- Crush 40 ("I AM(ALL OF ME)" et "Never turn Back")
- Powerman 5000 ("Almost Dead")
- Julien-K ("Waking Up")
- Magna-Fi ("All Hail Shadow")
- A2 ("Chosen One")